# Forte dei Marmi

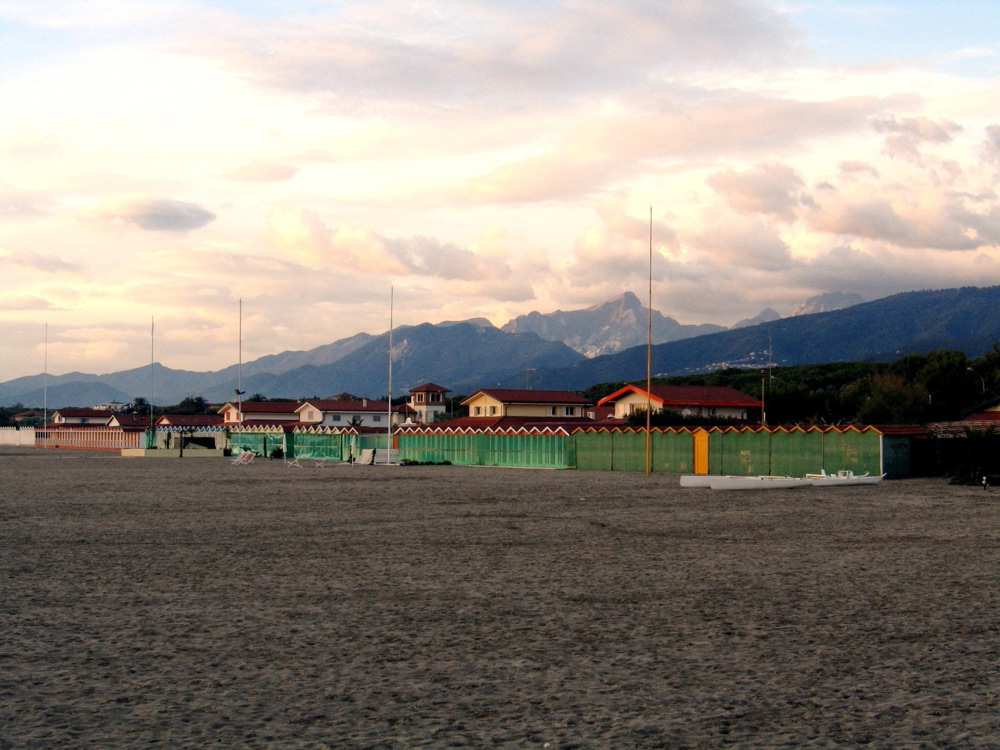

Forte dei Marmi es una localidad italiana de la provincia de Lucca, Región Toscana, ubicada sobre el Mar de Liguria en la comarca de la Versilia. Con 7.335 habitantes permanentes.
Durante los meses de verano la población se triplica debido al flujo masivo de turistas que acuden desde la vecina Florencia, Milán, Lombardía, Emilia-Romaña, Suiza, Alemania y Rusia.
La localidad es lugar natal de Paola Ruffo di Calabria, Reina consorte de los belgas y es residencia de famosos del jet set internacional, deportistas y artistas, entre ellos Zucchero, Andrea Bocelli, Adriano Panatta, Paolo Bertolucci, etc.
El célebre escultor Henry Moore tuvo su estudio en Forte dei Marmi.

## Territorio
La ciudad de Forte dei Marmi se encuentra en la costa norte de la provincia de Lucca en la frontera con la de Massa Carrara. Junto con los municipios de Seravezza, Stazzema y Pietrasanta componen la región histórico-geográfica de la Versilia
La comuna se caracteriza por una abundante vegetación, especialmente pinos y algunas encinas, antigua planta típica de esta zona. Aunque los parques públicos no son muchos, la ciudad está adornada con avenidas arboladas y villas con grandes jardines. La planificación municipal durante algunos años ha endurecido las normas que rigen la construcción de edificios, a fin de garantizar la preservación de las áreas naturales.
La playa de Forte dei Marmi presenta arena fina de color dorado. El mar en ciertas épocas del año, y en cualquier caso con la ayuda de las corrientes marinas favorables, se presenta relativamente claro y transparente, incluso en alta mar. El río Versilia se reduce a un pequeño arroyo por el drenaje de los estanques y zanjas que una vez se extendieron en la mayor parte del municipio. Queda una pequeña zanja, el Fiumetto, que fluye hacia el área de la Roma Imperial antes de llegar al Municipio de Pietrasanta.

## Historia
Los romanos, durante el proceso de expansión dentro del territorio itálico, en el siglo II a. C., se establecieron en la Versilia luego de someter al pueblo Ligure, por los procónsules Marco Bebio Tánfilo y Publio Cornelio Cetego. El territorio fue Centuriado para la creación de los asentamientos de los colonos de Luni y Lucca, y la explotación de las minas de plata y hierro. Entre Querceta (Seravezza) y la localidad de Vaiana, en el territorio de la actual Forte dei Marmi, pasó el camino llamado más tarde "delle Mordure", que representaba uno de los ejes de los centuriones romanas.
En 1515 las canteras de mármol presentes en la Versilia fueron donadas a los Medici, quienes abrieron nuevas canteras y construyeron un camino para llevar los pesados bloques al mar erigiendo un muelle para cargar barcos.
Hacia mediados del siglo XVII, el gobierno de los Medici decidió desviar el río Versilia para proteger la ciudad de Pietrasanta de sus inundaciones, se trazó entonces un nuevo curso con el Fosso Scaricatore que debía desviar las inundaciones hacia el pantano del lago Porta. Con el tiempo se cavaron otros canales, continuando el drenaje del área.
En el siglo XVII, se establece el primer asentamiento permanente en la costa, a poca distancia del Polle di Vaiana, la localidad de Caranna y origen de la ciudad. Posteriormente,  surgieron en el área del centro del pueblo actual, los primeros asentamientos. 
En 1788 el Gran Duque de Toscana Leopoldo II de Lorena ordena la construcción de una Fortaleza, similar a las construidas en Bibbona y Castagneto Carducci en la Maremma, para la protección del puerto y promover el poblamiento del territorio.
La fortaleza, llamada Forte lorense fue inaugurada el 6 de febrero de 1788, para defender la costa y el interior de las incursiones de los piratas, por tal motivo se comenzó a utilizar el depósito junto a la fortaleza como un cobertizo para el mármol de los Apuanos antes de embarcar, y toda el área comenzó a llamarse Forte dei Marmi.
En 1833, el gobierno del Gran Ducado encarga al ingeniero Giovanni Franchi la reconstrucción del puente que fue realizado en madera, que fue destruido en 1944 por la ocupación nazi y posteriormente reconstruido en piedra.
Administrativamente el pueblo siempre formó parte del municipio de Pietrasanta, pero producto del desarrollo turístico de la zona, a principios del siglo XX los habitantes formaron un comité para solicitar la separación de Pietrasanta ya sea para unirse al municipio de Seravezza o constituirse como un municipio autónomo. Así el 26 de abril de 1914, Forte dei Marmi se convirtió en un municipio autónomo.

## Lugares de interés
- Forte Lorenese Es el símbolo de la ciudad y se encuentra en el centro de ella, la gran fortaleza granducal construida a fines del siglo XVIII, se encuentra hoy inmersa en un contexto urbano y moderno con sus calles arboladas otorgando a la ciudad un aspecto relajado y tranquilo. El edificio fue restaurado en el año 2004. En su interior se ubica el Museo de la Sátira y la Caricatura, uno de los museos más importantes del género en el mundo. Exposiciones temporales importantes se establecen en la planta baja.

- Muelle de Carga sobre el mar, a 300 metros de la costa, se encuentra el muelle que se utilizó para embarcar los grandes bloques de mármol hacia todas partes del el mundo y ahora se utiliza como un destino turístico y como punto de amarre temporal de un ferry local que hace la ruta por las Cinque Terre.

## Evolución demográfica
| Gráfica de evolución demográfica de Forte dei Marmi entre 1861 y 2017 |
|                                                                       |
| Fuente ISTAT - elaboración gráfica de Wikipedia                       |

## Ciudades hermanadas
- Haan;
- Etterbeek